# Vordon
Vordon – istniejące od 2010 polskie przedsiębiorstwo z siedzibą w Warszawie, zajmujące się produkcją i dostarczaniem sprzętu RTV, AGD oraz IT. Pomysłodawcą i założycielem marki jest Krzysztof Kusz.

## Charakterystyka
Jeden z trzech największych dystrybutorów nawigacji GPS w Polsce.
Vordon w 2017 jako pierwszy ogłosił współpracę TomTom na zasadach użyczenia oprogramowania do nawigacji Vordon.
Od 2016 produkty Vordon są dostępne na rynkach środkowoeuropejskich i wschodnioeuropejskich, m.in.: czeskim, słowackim, niemieckim, francuskim i hiszpańskim.

## Produkty
- nawigacje GPS
- radioodtwarzacze[4]
- odtwarzacze DVD
- tablety
- kamery sportowe
- rejestratory samochodowe
- alkomat
- projektory filmowe
- głośniki Bluetooth
- etui i uchwyty do smartfonów i tabletów
- radioodtwarzacze typu boombox
- telefony komórkowe GSM z GPS
- AGD wolnostojące

## Wyróżnienia i nagrody
W 2016 roku firma Profit Plus, właściciel marki VORDON została uhonorowana nagrodą Gazela Biznesu za dynamikę wzrostu przychodu. W 2017 roku natomiast zdobyto Diament Forbes jako jedna z najszybciej rozwijających się spółek w województwie mazowieckim. Na liście wojewódzkiej uplasowano się na 59 miejscu oraz 287 w klasyfikacji ogólnopolskiej. Kolejną nagrodą zdobytą w 2017 jest "Jakość roku 2017" przyznana przez IT RESELER.